# 天野之弥
天野 之弥（あまの ゆきや、1947年〈昭和22年〉5月9日 - 2019年〈令和元年〉7月18日）は、日本の外交官。位階は従三位。勲等は勲一等。
在ウィーン国際機関日本政府代表部大使、国際原子力機関事務局長（第5代）等を歴任した。

## 人物・来歴

### 生い立ち等
神奈川県湯河原町出身、横須賀市で育つ。
栄光学園中学校・高等学校を経て、1966年東京大学理科二類に入学し理学部生物化学科への進学を予定していたが、1968年に東京大学文科一類へ再入学する。1972年東京大学法学部卒業。

### 外交官として
1972年に外務省入省。フランス語研修(在フランス)、在ベルギー大使館、在米国大使館、国際連合局科学課長、マルセイユ総領事、総合外交政策局軍縮不拡散・科学部長などを経て、2005年から在ウィーン国際機関日本政府代表部大使を務めた。同年、国際原子力機関 (IAEA) 理事会議長に選出され、2009年には日本人として初めてIAEA事務局長に就任した。

### IAEA事務局長として
2008年9月26日、日本国政府から国際原子力機関 (IAEA) の次期事務局長選挙に擁立される。この選挙は2009年11月末に退任したエルバラダイ事務局長の後任を選ぶ選挙で、最終的に日本の天野と南アフリカのアブドゥル・ミンティIAEA担当大使が立候補した。
天野は「日本が唯一の被爆国であり、原子力を平和利用してきたこと」や「核兵器不拡散への決意」などを訴え欧米主要国の支持を得ているに対し、ミンティは「南アフリカが核兵器を所有後放棄した唯一の国であること」や「発展途上国への原子力の必要性」を訴えることで発展途上国を中心に支持を得ている。
3月26日、計3回の投票が行われ、その全てで天野が優勢だったが、両者とも特別理事会35カ国の3分の2以上（23カ国）の信任は得られなかった。後日27日にもう一度投票が行われたが、結果は変わらなかった。この事態の責任を取るため、外務省の総合外交政策局軍縮不拡散・科学部部長の佐野利男と大臣官房総括審議官の松富重夫が頭を剃り丸坊主となった。
2009年7月2日に行われた第2回目の投票には天野の他に前回も出馬したアブドゥル・ミンティ、経済協力開発機構 (OECD) 原子力機関のエチャバリ事務局長が立候補した。最終的に前回と同じく天野とミンティが残り、天野は23票、ミンティは12票を獲得。続く信任投票でも必要な3分の2以上の23票を獲得し、当選が決まった。その後、9月の年次総会で正式承認され、12月に就任した。任期は4年。
2013年3月6日、IAEA理事会で再任が決定する。その後、9月の年次総会で正式承認され、12月より2期目の任期が始まる。任期は4年。
2017年3月8日、IAEA理事会で再任が決定する。その後、9月の年次総会で正式承認され、12月より3期目の任期が始まる。任期は4年。

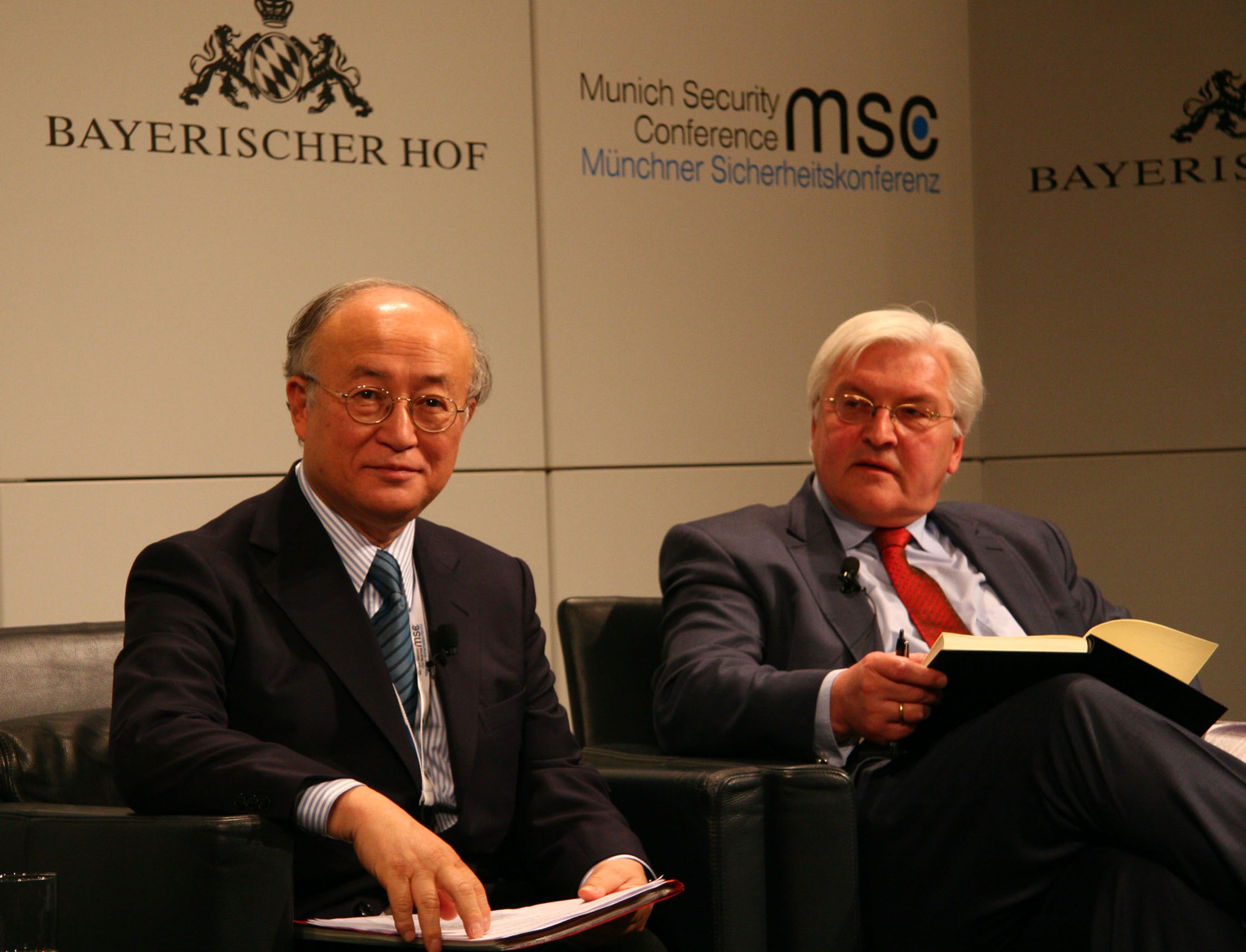
2010年2月6日、ドイツ連邦議会議員フランク＝ヴァルター・シュタインマイアー(右)と

2019年7月17日、健康問題により翌年3月までに辞職する意向が報道されたが、IAEAは天野が7月18日に死去した旨を7月22日に発表した。72歳没。政府は没後、従三位に叙するとともに、瑞宝大綬章を追贈した。
IAEAは2020年6月5日、ウィーン郊外にある原子力応用研究所内で「ユキヤ・アマノ研究所」の開所式を開いた。

### 同期入省
- 小松一郎（13年内閣法制局長官・11年駐フランス大使・08年駐スイス大使・05年外務省国際法局長・03年外務省欧州局長）
- 武藤正敏（10年駐韓大使・07年駐クウェート大使）
- 小島誠二（12年関西担当大使・10年駐タイ大使・09年儀典長・08年科学技術協力担当大使・06年駐パキスタン大使）
- 神余隆博（12年関西学院大学副学長・08年駐ドイツ大使・06年国連大使（次席））
- 高橋文明（09年駐スペイン大使・03年駐カンボジア大使）
- 野本佳夫（08年駐スロバキア大使）
- 石栗勉（京都外国語大学教授・国連アジア太平洋平和軍縮センター所長）
- 石川薫（日本国際フォーラム研究本部長・10年駐カナダ大使・07年駐エジプト大使・05年外務省経済局長）
- 伊藤誠（10年駐ブルガリア大使・06年駐タンザニア大使）
- 近藤誠一（10年文化庁長官・08年駐デンマーク大使・06年ユネスコ大使）
- 橋広治（10年駐パプアニューギニア大使）
- 峯村保雄（11年駐エルサルバドル大使）
- 肥塚隆（13年迎賓館長・10年駐オランダ大使・07年宮内庁式部副長・04年駐ホンジュラス大使）
- 山口英一（10年駐バチカン大使・07年駐コスタリカ大使）
- 横田順子（10年駐ラオス大使）
- 佐藤英夫（11年駐イスラエル大使・09年駐バーレーン大使・08年駐アフガニスタン大使）
- 二階尚人（14年駐チリ大使・11年駐ガーナ大使）
- 松原昭（12年駐マリ大使）
- 荒木喜代志（11年駐トルコ大使・09年COP10担当大使・08年国際テロ対策担当大使）

## 政策・発言
2010年12月、内部告発サイト「ウィキリークス」から公開された情報として、天野は米国のIAEA担当大使に対し、「高官人事からイランの核兵器開発疑惑まで、あらゆる戦略的な重要決定について、断固として米側に立つ」と表明したとされる。
2011年3月24日、福島第一原子力発電所事故に関する各国の「脱原発」への路線変更に対し、「原発が安定したクリーンなエネルギーだという事実は変わらない」と発言した。

## 家族・親族
2011年より2013年までジュネーブ軍縮会議日本政府代表部特命全権大使を務めた天野万利は、之弥の実弟にあたる。

## 経歴
- 1972年3月 - 東京大学法学部卒業

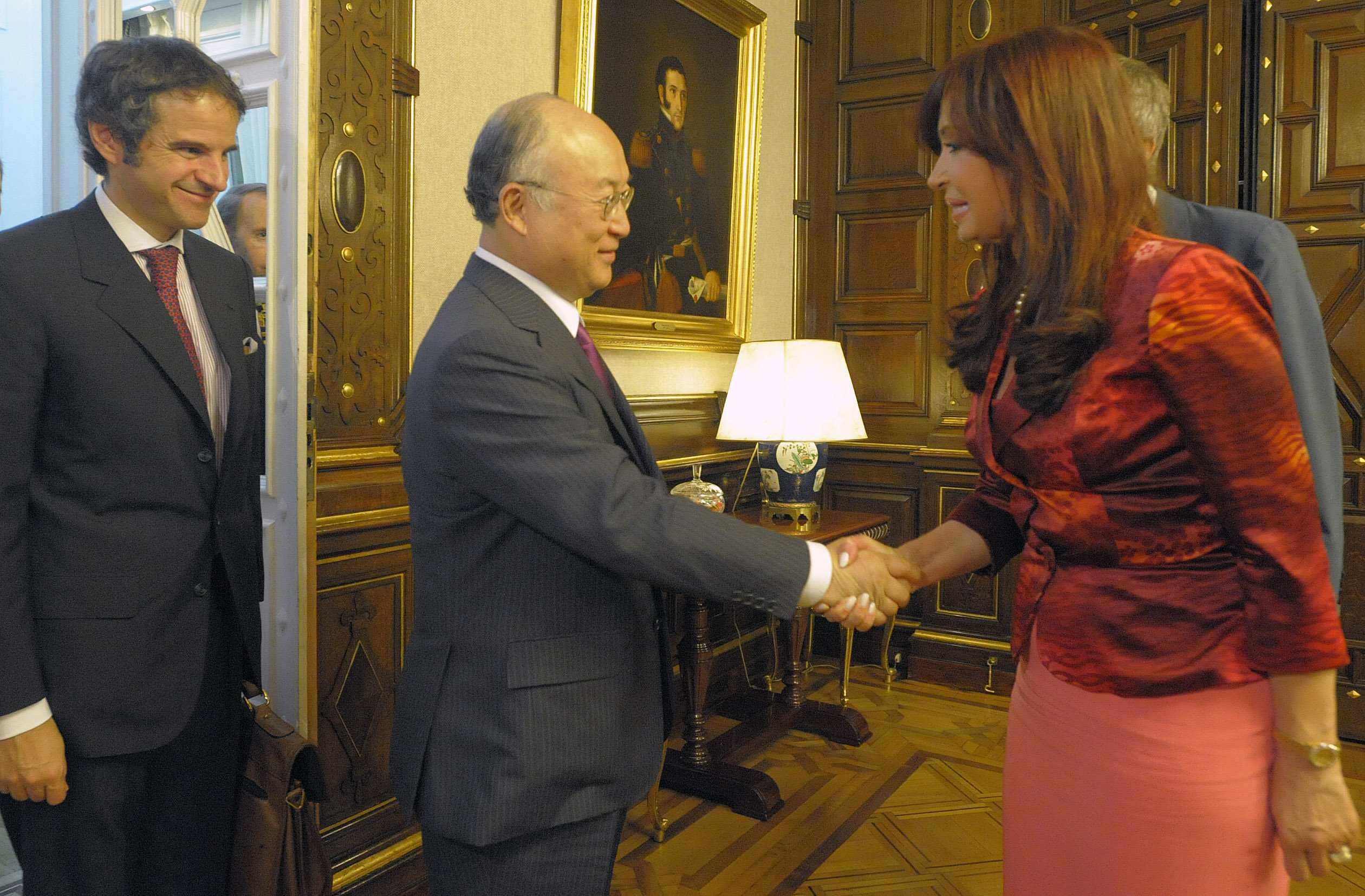
2010年3月25日、アルゼンチン大統領クリスティーナ・フェルナンデス・デ・キルチネル(右)と

- 1972年4月 - 外務省入省、経済局国際機関第一課[2]。
- 1973年 - フランス語研修(トゥール、ブサンソン、ニースで語学学校と大学法学部にて研修)
- 1975年 - 在ラオス大使館(総務、経済担当)
- 1977年 - 外務省経済局国際機関第一課
  - 外務省大臣官房総務課機能強化室
  - 外務省政府代表室(安川壮政府代表担当)
  - 外務省アジア局インドシナ難民対策室首席事務官[2]。
- 1981年8月 - 外務省国際連合局軍縮課首席事務官
- 1982年8月 - 在米国大使館一等書記官(広報文化担当)
- 1984年8月 - 在ベルギー大使館一等書記官[2]。
- 1987年1月 - 外務省情報調査局情報課企画官
- 1988年10月 - 日本国際問題研究所研究調整部長
- 1990年7月 - 経済協力開発機構(OECD)東京広報センター所長[2]。
- 1993年2月 - 外務省国際連合局科学課長
- 1993年8月 - 外務省総合外交政策局科学原子力課長
- 1994年7月 - 軍縮会議日本政府代表部参事官
- 1997年6月 - マルセイユ総領事
- 1999年8月 - 外務省官房審議官（軍備管理・科学担当）
- 2001年2月 - ハーバード大学ウェザーヘッドセンター客員研究員
- 2002年8月 - 外務省総合外交政策局軍備管理・科学審議官（大使）[27]
- 2004年8月 - 外務省総合外交政策局軍縮不拡散・科学部長（大使）
- 2005年8月 - 在ウィーン国際機関日本政府代表部大使[28]
- 2005年10月 - 国際原子力機関 (IAEA) 理事会議長選出
議長在任中にIAEAがノーベル平和賞を受賞
- 2008年9月 - 日本政府により、次期IAEA事務局長候補に擁立される
- 2009年7月 - IAEA事務局長選出（12月就任）
- 2019年7月 - 死去（72歳没）。